# Xanthorhoe paramushira
Xanthorhoe paramushira är en fjärilsart som beskrevs av Felix Bryk 1942. Xanthorhoe paramushira ingår i släktet Xanthorhoe och familjen mätare. Inga underarter finns listade i Catalogue of Life.